# Mimi Tran
Thithi "Mimi" Tran (5 juli, 1960) is een professionele pokerspeelster uit de Verenigde Staten. Haar grootste prijs won ze tijdens seizoen 5 van de World Poker Tour in 2006. Door derde te worden in het World Poker Finals toernooi wist ze $472.228 te winnen.
Tran heeft ook meerdere keren de finale weten te bereiken tijdens de World Series of Poker. Zo werd zij onder andere 2e in het $2.500 Limit Hold'em-toernooi in 1999, 2e in het $2.500 Seven Card Stud-toernooi in 2003 en 4e in het $2.000 Limit Hold'em-toernooi in 1998.
In haar carrière heeft Tran meer dan $1,6 miljoen bij elkaar gewonnen met toernooien.